# Taça de Portugal de 2006–07
A Taça de Portugal 2006-07 foi 67ª edição da Taça de Portugal, competição sob alçada da Federação Portuguesa de Futebol.

## Oitavos de Final
| Visitado (C)       | Resultado | Visitante (C)             |
| Atlétivo (III )    | 0 - 1     | Académica de Coimbra (BL) |
| Odivelas (II)      | 0 - 1     | Belenenses (BL)           |
| Pinhalnovense (II) | 0 - 6     | Sporting (BL)             |
| Boavista (BL)      | 2 - 0     | Nacional da Madeira (BL)  |
| Maia (III)         | 0 - 2     | Beira-Mar (BL)            |
| Naval (BL)         | 0 - 1     | Bragança (III)            |
| Varzim (LH)        | 2 - 1     | Benfica (BL)              |

| - C - campeonato em que a equipa joga |  | - III - III Divisão - II - II Divisão - LH - Liga de Honra - BL - Liga BWin |

## Quartos de Final
| Visitado (C)   | Resultado       | Visitante (C)             |
| Bragança (III) | 1 - 2           | Belenenses (BL)           |
| Beira-Mar (BL) | 2 - 0 (0-0a.p.) | Boavista (BL)             |
| Sporting (BL)  | 2 - 1           | Académica de Coimbra (BL) |
| Braga (BL)     | 2 - 0           | Varzim (LH)               |

| - C - campeonato em que a equipa joga |  | - III - III Divisão - LH - Liga de Honra - BL - Liga BWin |

## Meias-Finais
| Visitado (C)    | Resultado       | Visitante (C)  |
| Belenenses (BL) | 2 - 1 (1-1a.p.) | Braga (BL)     |
| Sporting (BL)   | 2 - 1           | Beira-Mar (BL) |

| - C - campeonato em que a equipa joga |  | - BL - Liga BWin |

## Final
| 27 de Maio, de 2007 17:00 | Belenenses | 0 – 1 | Sporting    | Estádio Nacional, Lisboa Público: 37.000 Árbitro: Pedro Proença |
|                           |            |       | Liedson 87' |                                                                 |

|                                                                                             |                                                                                             |  |                                                                                |                                                                                |
|                                                                                             | Cartões & substituições                                                                     |  |                                                                                |                                                                                |
| Ruben Amorim Fernando 71' Silas José Luís 75' Anderson Conrado Carlitos 88' José Luís 90+3' | Ruben Amorim Fernando 71' Silas José Luís 75' Anderson Conrado Carlitos 88' José Luís 90+3' |  | Tello Tonel 65' Alecsandro Yannick Djaló 70' Nani 73' Romagnoli Custódio 90+1' | Tello Tonel 65' Alecsandro Yannick Djaló 70' Nani 73' Romagnoli Custódio 90+1' |

## Vencedor
| Taça de Portugal 2006-07 |
| ------------------------ |
| Sporting 14º Título      |